# Fachhochschule Mikkeli

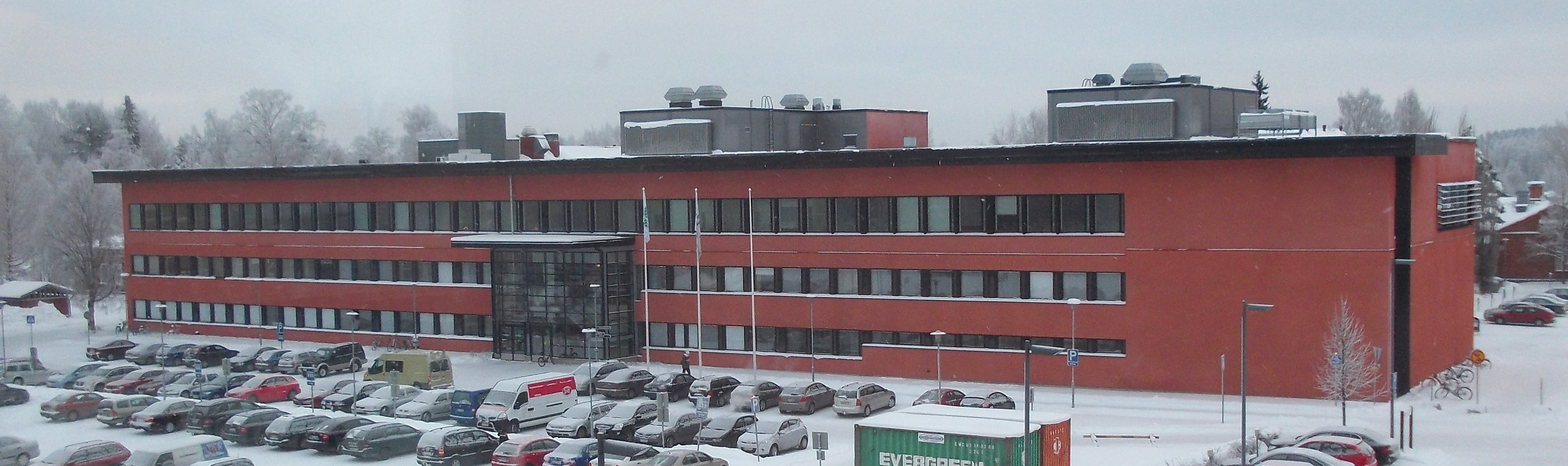
Fachhochschule Mikkeli

Die Fachhochschule Mikkeli (fi.: Mikkelin Ammattikorkeakoulutu; en.: Mikkeli University of Applied Sciences) ist eine Hochschule in Mikkeli, Finnland.

## Hintergrund
Die Fachhochschule Mikkeli befindet sich im Osten Finnlands mit fünf Standorten in drei Städten. In Mikkeli befindet sich der Hauptcampus mit den Abteilungen für Wirtschaft, Umwelt und Tourismus, Internationales, Informations- und Medien, Materialtechnologie und Bauwesen. In Pieksämäki befindet sich die Abteilung für Forstwesen, in Savonlinna die Abteilungen Tourismus, Design und Business sowie Health Care. Im russischen Sankt Petersburg befindet sich eine ständige Repräsentanz.
Über 400 Professoren und Dozenten, davon 200 fest angestellte Mitarbeiter, unterrichten circa 4500 Studenten.

## Fakultäten
- Geistes- und Erziehungswissenschaften
- Kulturwissenschaften
- Naturwissenschaften
- Natürliche Ressourcen und Umweltwissenschaften
- Tourismus, Catering und Servicewissenschaften
- Sozial-, Gesundheits- und Sportwissenschaften
- Technologie, Kommunikation und Transportwissenschaften
- Sozialwissenschaften, Volks- und Betriebswirtschaft